# مدغشقر في الألعاب الأولمبية
مدغشقر في الألعاب الأولمبية  تقوم اللجنة الأولمبية المدغشقرية بالإشراف في شؤون مشاركة مدغشقر في الألعاب الأولمبية، شاركت مدغشقر أول مرة في الألعاب الأولمبية في دورة 1964 في طوكيو في اليابان، لم تفز مدغشقر حتى الآن بأي ميدالية أولمبية.